# Wolfe Morris
Wolfe Morris (Portsmouth, 5 de enero de 1925 - Londres, 21 de julio de 1996) fue un actor británico, que actuó en teatro, televisión y en el cine desde los años 50 hasta los años 90. Comenzó su carrera cinematográfica con la película Emboscada nocturna. Sus abuelos eran de Kiev y escaparon de los pogromos rusos, llegando a Londres alrededor de 1890. La familia se trasladó a Portsmouth al comenzar el siglo XX. Morris era uno de los nueve hijos de Morry y Becky Morris. Su hermano pequeño Aubrey Morris fue también actor. Su hija, Shona Morris, decidió seguir los pasos de su padre y se dedicó al mundo del teatro.
En su carrera, que abarcó cinco décadas, Morris apareció en casi 90 películas y series de televisión, además de actuar en numerosas obras de teatro como miembro de la Royal Shakespeare Company. Su papel más conocido en televisión fue el de  Thomas Cromwell en The Six Wives of Henry VIII. Para preparar su papel, visitó un gran número de castillos ingleses para estudiar a los personajes de la época. En 1968, actuó como Gollum en el serial radiofónico de la BBC, El hobbit y más tarde actuó como el vendedor de cera loco en The House That Dripped Blood. Sus otros papeles en el cine incluyen The Abominable Snowman (1957), The Camp on Blood Island (1958), I Only Arsked! (1958), Nine Hours to Rama (1963), The Best House in London (1969), El hombre de Mackintosh (1973) y The Adventure of Sherlock Holmes' Smarter Brother (1975), junto a su hermano Aubrey.